# Antoine Vater
Pour les articles homonymes, voir Vater.
Antoine Vater, né en 1689 et mort après 1759, est un facteur de clavecins d'origine allemande établi à Paris (rue du Temple) en 1715. 
C'est un représentant éminent de la facture parisienne de clavecins. Il a eu comme apprenti un des plus éminents facteurs parisiens du XVIIIe siècle : Henri Hemsch.
Il était le frère de Christian Vater, fabricant d'orgues et de clavecins demeuré en Allemagne.